# Verwechselte Traubenhyazinthe
Die Verwechselte Traubenhyazinthe (Muscari commutatum) ist eine Pflanzenart in der Gattung der Traubenhyazinthen (Muscari) aus der Familie der Spargelgewächse (Asparagaceae). Sie wird selten als Zierpflanze verwendet.

## Merkmale
Die Verwechselte Traubenhyazinthe ist eine ausdauernde krautige Pflanze, die Wuchshöhen von 10 bis 30 Zentimetern erreicht. Dieser Geophyt bildet Zwiebeln mit einem Durchmesser von 1 bis 4 cm als Überdauerungsorgane aus. Zwei bis fünf Laubblätter stehen aufrecht in einer grundständigen Rosette; sie sind 10 bis 30 Zentimeter lang, 0,5 bis 1,5 Zentimeter breit und flach oder schwach rinnig. 
In einem traubigen Blütenstand stehen sterile und fertile Blüten zusammen. Die sterilen Blüten sind heller und kleiner als die fertilen. Die fertilen Blüten sind mehr oder weniger zylindrisch und 5 bis 6 Millimeter lang. Der Perigonsaum ist dunkelviolett.
Die Blütezeit reicht von März bis April.
Die Chromosomenzahl beträgt 2n = 18.

## Vorkommen
Diese Art kommt in Italien, Sizilien, dem westlichen Balkan, Griechenland und den Ägäischen Inseln an Felshängen in Höhenlagen von 0 bis 1800 Metern vor.